# Poncey-lès-Athée
Poncey-lès-Athée este o comună în departamentul Côte-d'Or, Franța. În 2009 avea o populație de 572 de locuitori.

## Evoluția populației
| An        | 1975 | 1982 | 1990 | 1999 | 2006 | 2009 |
| --------- | ---- | ---- | ---- | ---- | ---- | ---- |
| Populație | 357  | 365  | 380  | 396  | 498  | 572  |